# Borzastönkű fülőke
A borzastönkű fülőke (Gymnopus hariolorum) az Omphalotaceae családba tartozó, Európa és Észak-Amerika lomberdeiben honos, nem ehető gombafaj. 

## Megjelenése
A borzastönkű fülőke kalapja 2-4(5) cm átmérőjű, alakja kezdetben kúpos, majd laposan kiterül. Bemélyedő is lehet, de közepe mondog púpos marad. Széle szabálytalan, nedvesen áttetszően bordázott. Felszíne sima. Színe fehéres, bőrszínű vagy krémbarna, a közepén sötétebb, vörösbarnás. Húsa fehéres vagy barnás színű, vizenyős, puha. Szaga a rohadó káposztára emlékeztet, kissé retekízű.
Sűrűn álló lemezei felkanyarodók, szabaon állók. Színük fehéres, idősen halványbarnák. 
Spórapora fehér. A spórák ellpitikusak vagy hengeresek, simák, méretük 6-8 x 3-3,5 mikrométer. 
Tönkje 3-5 cm magas és 0,3-0,5 cm vastag. Alakja hengeres, színe fent fehér, alsó részén barnás, a kalapéval megegyező. Tövénél fehér micéliumszálaktól borzas. 
Gyakran csoportosan nő. 

### Hasonló fajok
Külsőre az ehető rozsdásszárú fülőkére hasonlít, de szaga alapján jól elkülöníthető tőle. 

## Elterjedése és termőhelye
Európában és Észak-Amerikában honos. Magyarországon helyenként gyakori lehet.
Lomberdőkben, elsősorban semleges talajú bükkösökben található meg. Májustól októberig terem.
Nem mérgező, de szaga miatt élvezhetetlen.   

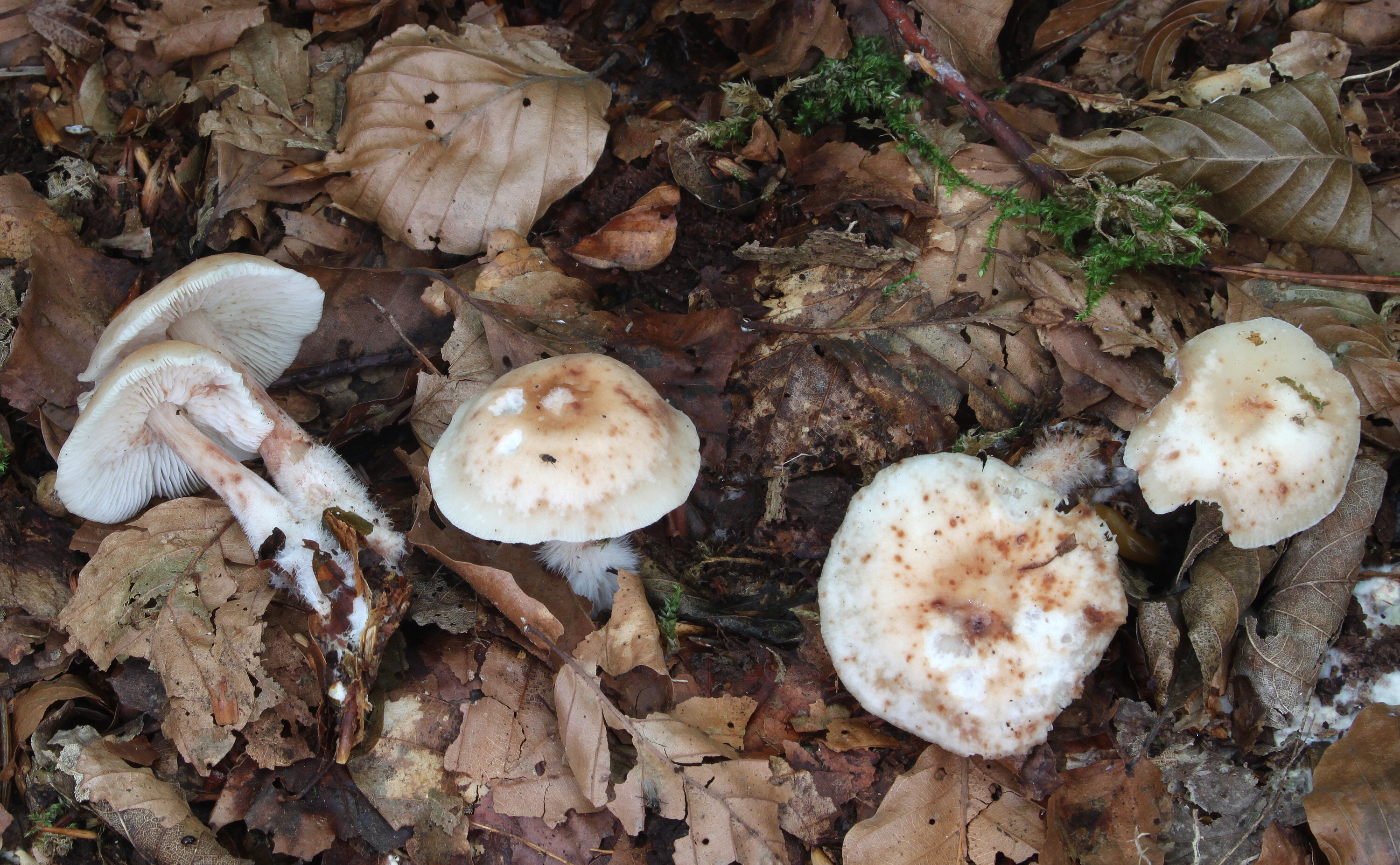
Borzastönkű fülőke
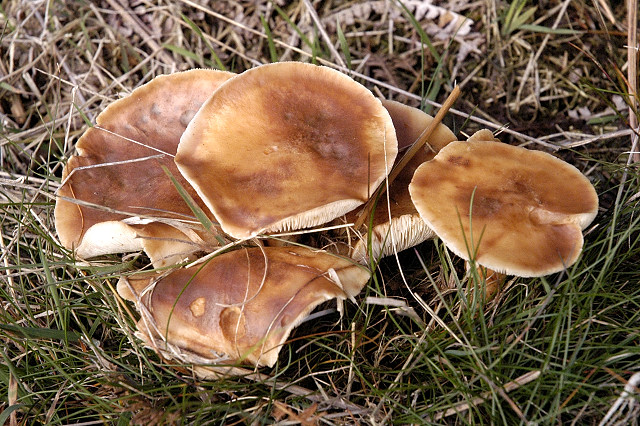
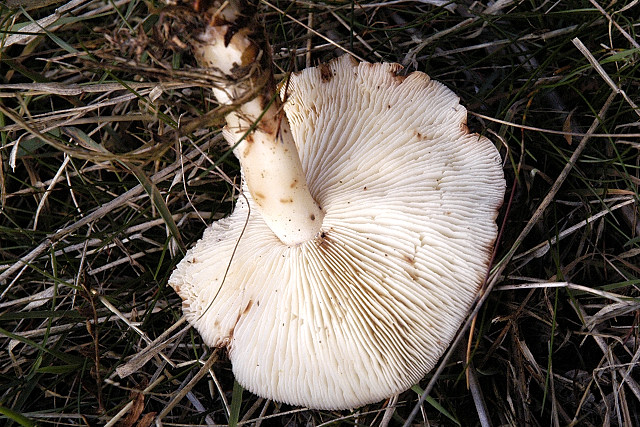
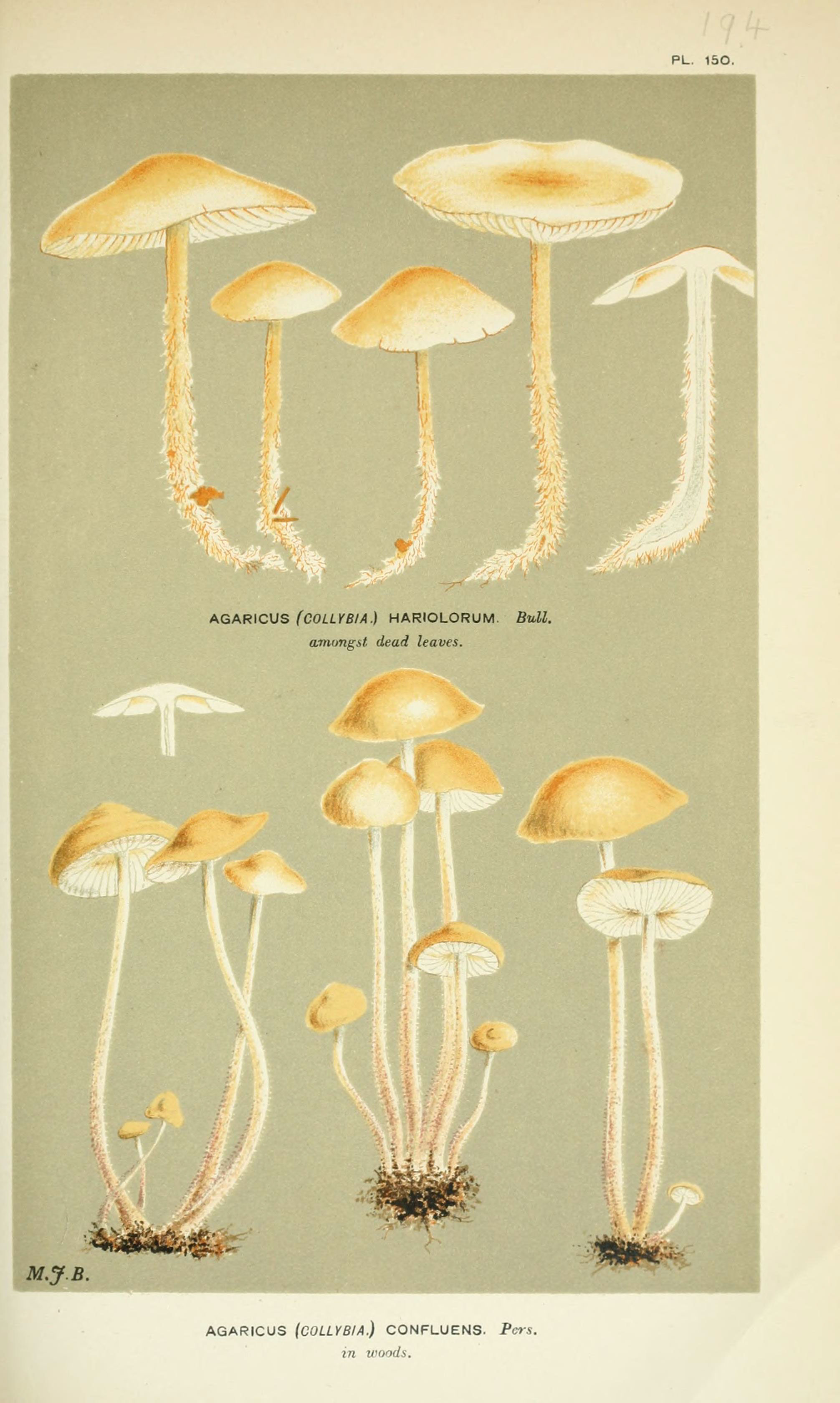
Ábrázolása egy angol gombakönyvben (1881-1891)